# Wallgrabenbrücke
Die ursprüngliche Wallgrabenbrücke verband ab 1718 die westlichen Dresdner Vorstädte (heutige Wilsdruffer Vorstadt) außerhalb der Dresdner Befestigungsanlagen mit dem ab 1709 entstandenen Zwinger. Der Name Zwinger geht auf die im Mittelalter übliche Bezeichnung für einen Festungsteil zwischen der äußeren und inneren Festungsmauer zurück, obschon der Zwinger bereits bei Baubeginn keine dem Namen entsprechende Funktion mehr erfüllte. Dabei führte die Brücke über den vor der äußeren Festungsmauer gelegenen Stadtgraben (Zwingergraben).

## Geschichte
Die Wallgrabenbrücke war eine kleine Verbindung von der Ostra-Allee über den wassergefüllten Wallgraben zum 1714 fertiggestellten Kronentor des Zwingers. Dieses ist neben dem Wallpavillon heute der bekannteste Teil und auf Abbildungen häufig das Sinnbild des Zwingers. Das Kronentor ermöglichte ursprünglich den Zugang von außerhalb der Stadt durch die Festungsmauer. Der Hofbaumeister Matthäus Daniel Pöppelmann plante eine dazu passende steinerne Brücke über den Wassergraben vor dem Festungswall. Doch der für den Bau zuständige Minister August Christoph von Wackerbarth forderte einen schmalen hölzernen Steg, der im Falle eines Angriffs rasch abzubauen gewesen wäre. Er konnte sich damit durchsetzen, zumal es an dieser Stelle kein Stadttor gab, das man hätte verschließen können. Selbst der Kompromissvorschlag von Pöppelmann, nur einen kleinen Teil der Brücke aus Holz zu bauen, scheiterte. Die Holzbrücke wurde 1718 fertiggestellt und diente als kleiner Geheimausgang für höfische Kutschen, wenn sie aufs Land fahren wollten. Bewacht wurde sie von extra dafür abgestellten Posten aus dem Taschenbergpalais.
Tatsächlich wurde die Brücke gut 40 Jahre später zu Verteidigungszwecken abgebrochen. Im  Siebenjährigen Krieg stand die Preußische Armee 1759/60 vor Dresden und besetzten die Stadt. Sieben Jahre nach Kriegsende wurde die Brücke 1770 neu aufgebaut. Dies geschah wohl in so schlechter Qualität, dass sie schon 1780 zerlegt und abermals neu errichtet werden musste.
Schon 1804 war die Brücke wieder baufällig. Der Hof ließ sich Angebote für einen Neubau aus Holz, Eisen oder Stein unterbreiten. Das war allerdings nicht mehr nötig. Anfang des 19. Jahrhunderts entsprachen die Dresdner Befestigungsanlagen weder der damals aktuellen Wehrtechnik noch dem Umfang der Stadt. Bis in die 1820er Jahre wurden die nicht mehr benötigten Wassergräben am Zwinger verfüllt und die Brücke abgerissen. Über 100 Jahre lang gab es daraufhin keine Brücke an dieser Stelle.
Bei der großen Zwinger-Restaurierung in den 1920er Jahren plante Hubert Georg Ermisch, den Zwingergraben wieder freizulegen und auch die Brücke wieder zu errichten. Mit dem Zwingergraben wollte er die Erschütterungen durch den Straßenverkehr auf der Ostra-Allee vom Zwinger abkoppeln. Der Stadtgraben wurde nur teilweise wieder ausgehoben und mit dem Zwingerteich verbunden. Der Bau der Brücke begann 1929 und konnte im Juni 1930 abgeschlossen werden. Aufgrund der benachbarten Straße wurde die Brücke etwas verkürzt. Sie ist keine reine Holzbrücke, sondern besteht aus Stahlträgern, Holz und Mauerwerk, alles mit Holz verkleidet. Auch diese Brücke stand nicht lange: Bei den Luftangriffen auf Dresden 1945 wurde sie größtenteils zerstört. Nur noch die Fundamente und der Brückenkopf an der Ostra-Allee waren erhalten.
1949/50 wurde die Brücke wiederaufgebaut und im Juni 1951 freigegeben. In den 1970er und 1980er Jahren musste sie mehrfach repariert werden. Diese Nachkriegsbrücke wurde 1996/97 mit Stahlpfeilern verstärkt. Eine Erneuerung der Brücke ist für die 2020er Jahre geplant. Bei der Sanierung des Zwingers 2021–2025 stießen die Archäologen auf drei alte Sandstein-Bodenplatten aus der Bauzeit des Kronentors zwischen 1713 und 1715. Sie liegen 45 Zentimeter tiefer als der bisherige Durchgang. Demzufolge wird auch die neue Brücke etwas tiefer liegen.

## Galerie

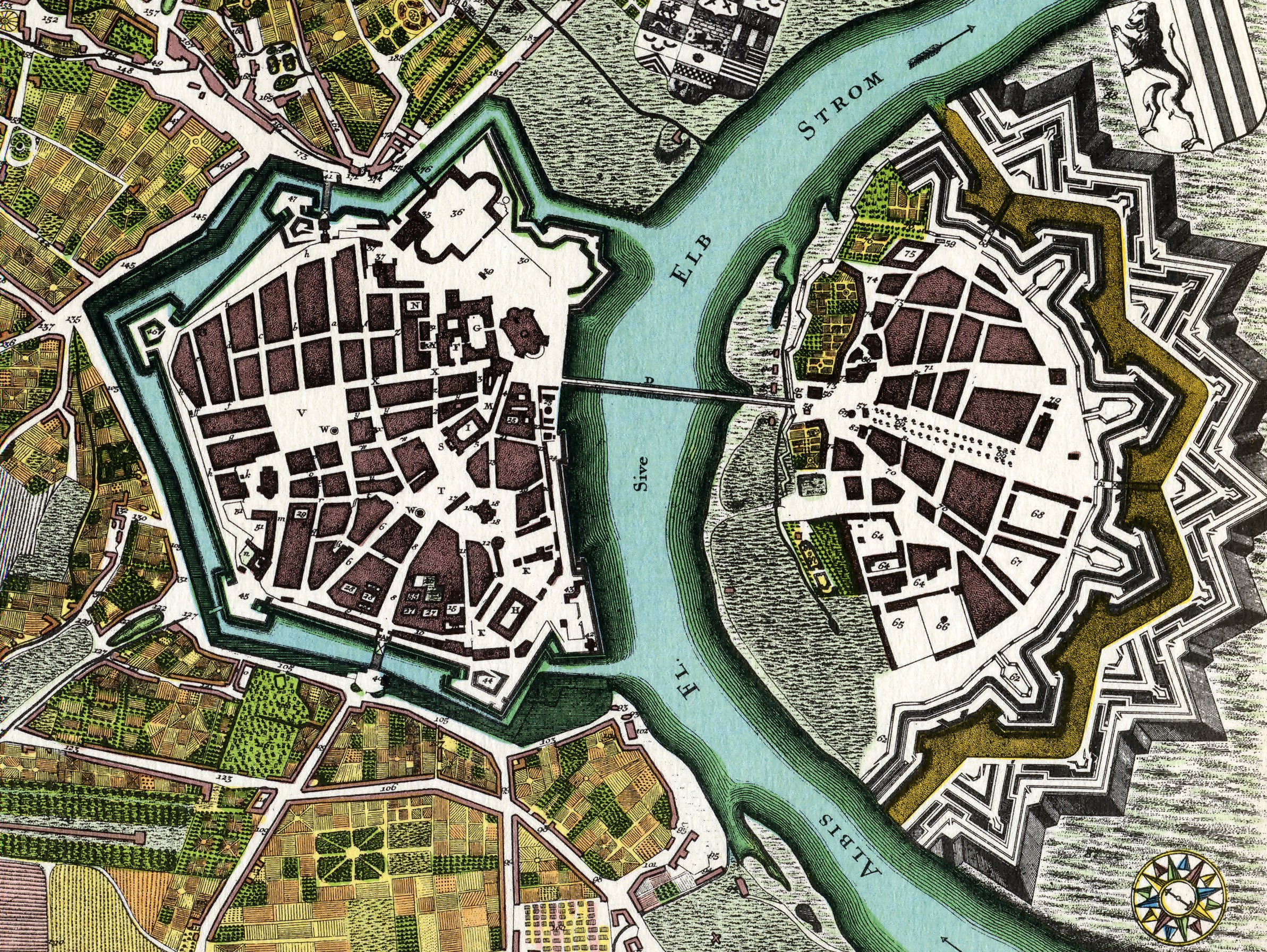
Die Wallgrabenbrücke auf einem Stadtplan von 1750 oben links
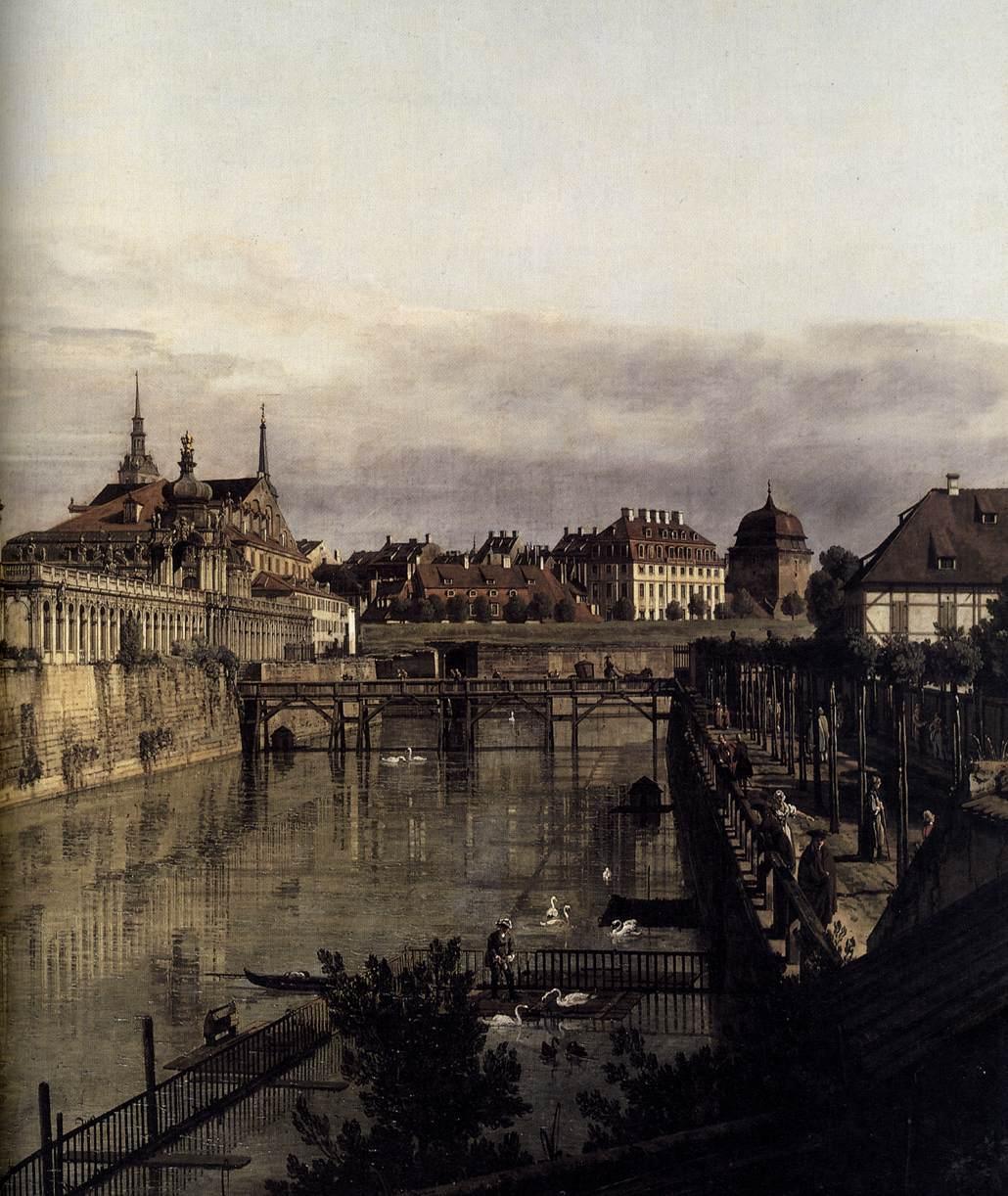
Ansicht um 1750 von Canaletto: Der Zwingergraben in Dresden (Ausschnitt)
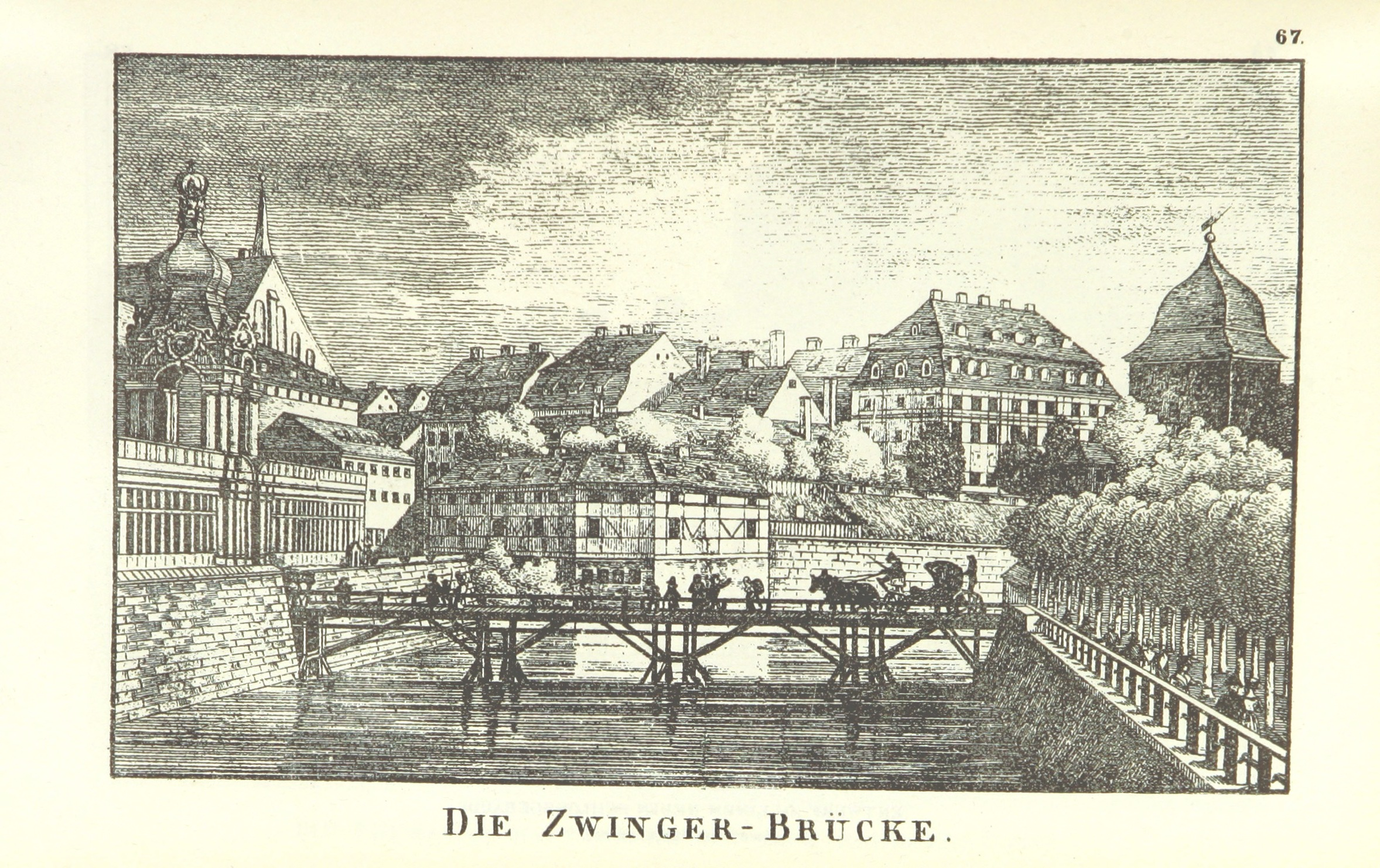
Ansicht ebenfalls aus dem 18. Jahrhundert
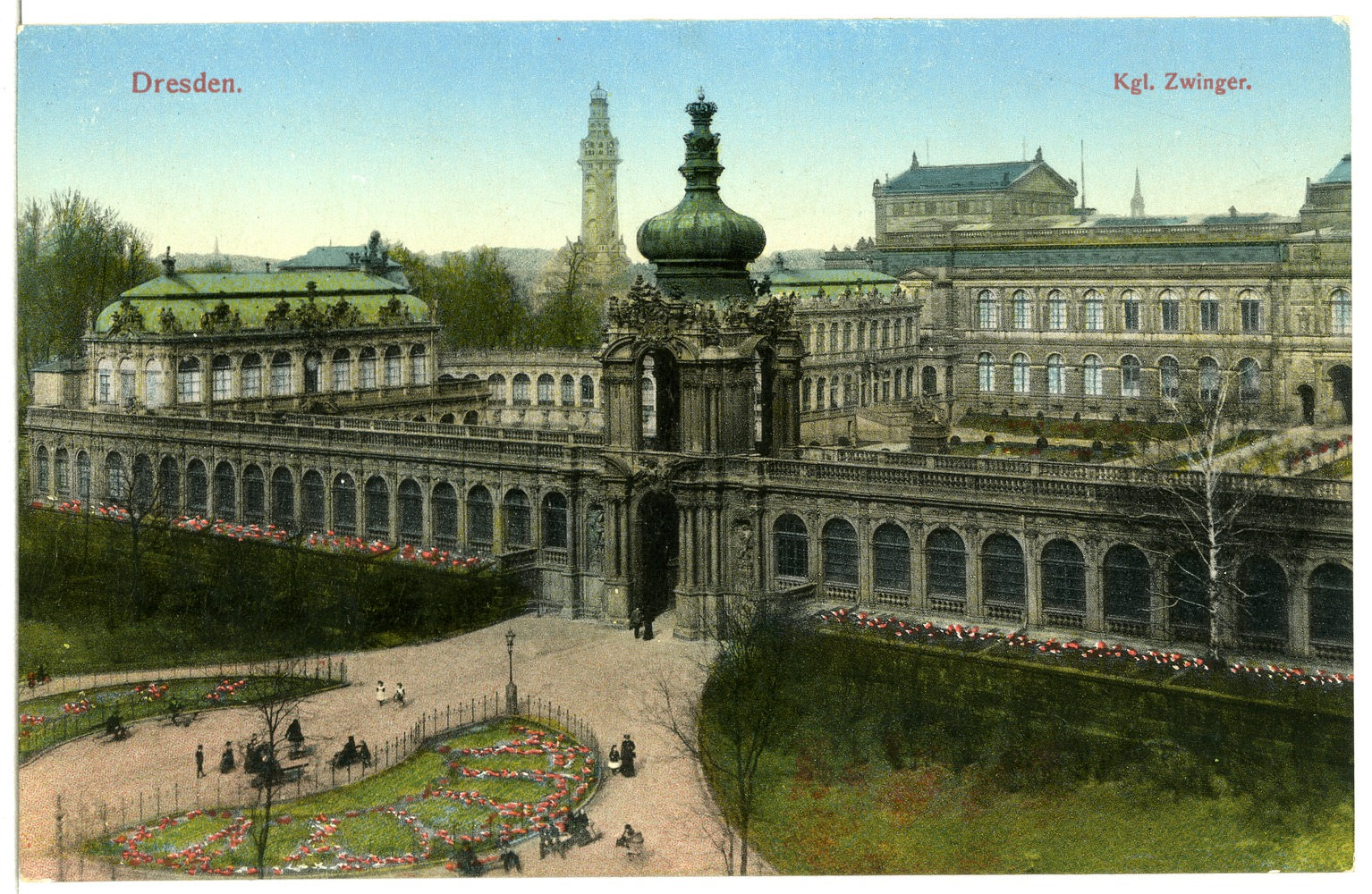
Weg über den zugeschütteten Wallgraben 1910
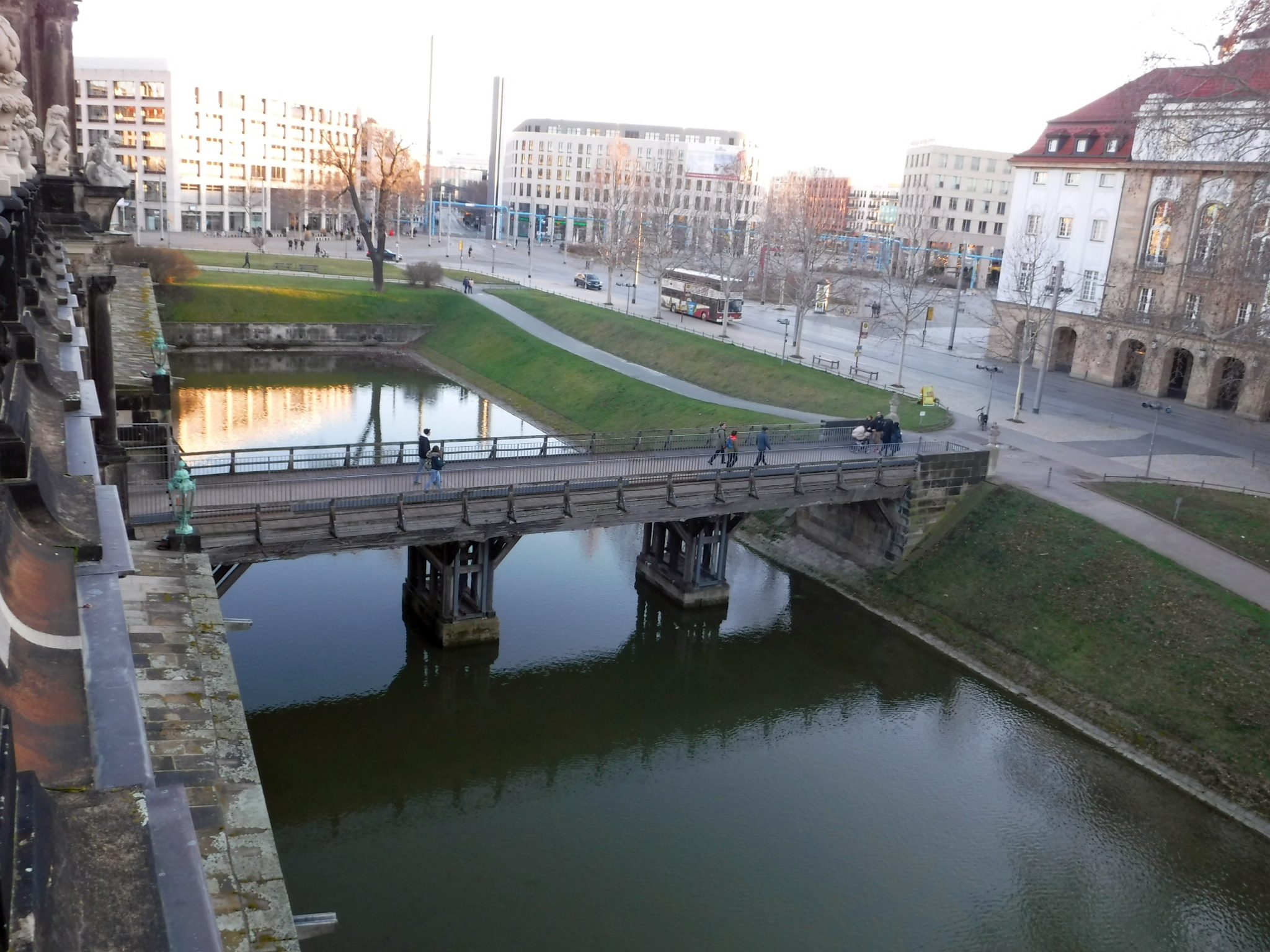
Die Wallgrabenbrücke 2020, gesehen vom Zwinger
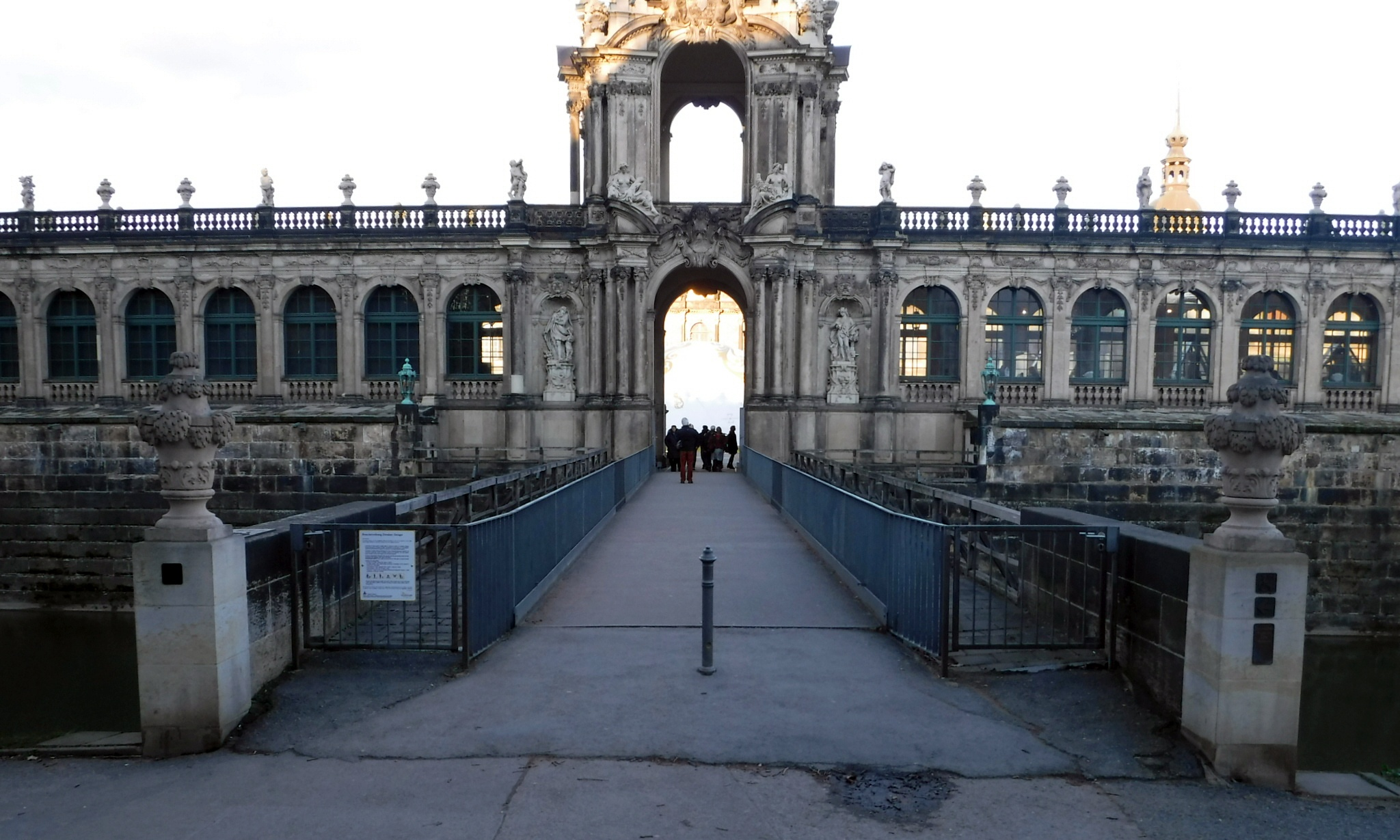
Ansicht 2020 von der Ostra-Allee aus mit Schmuckvasen
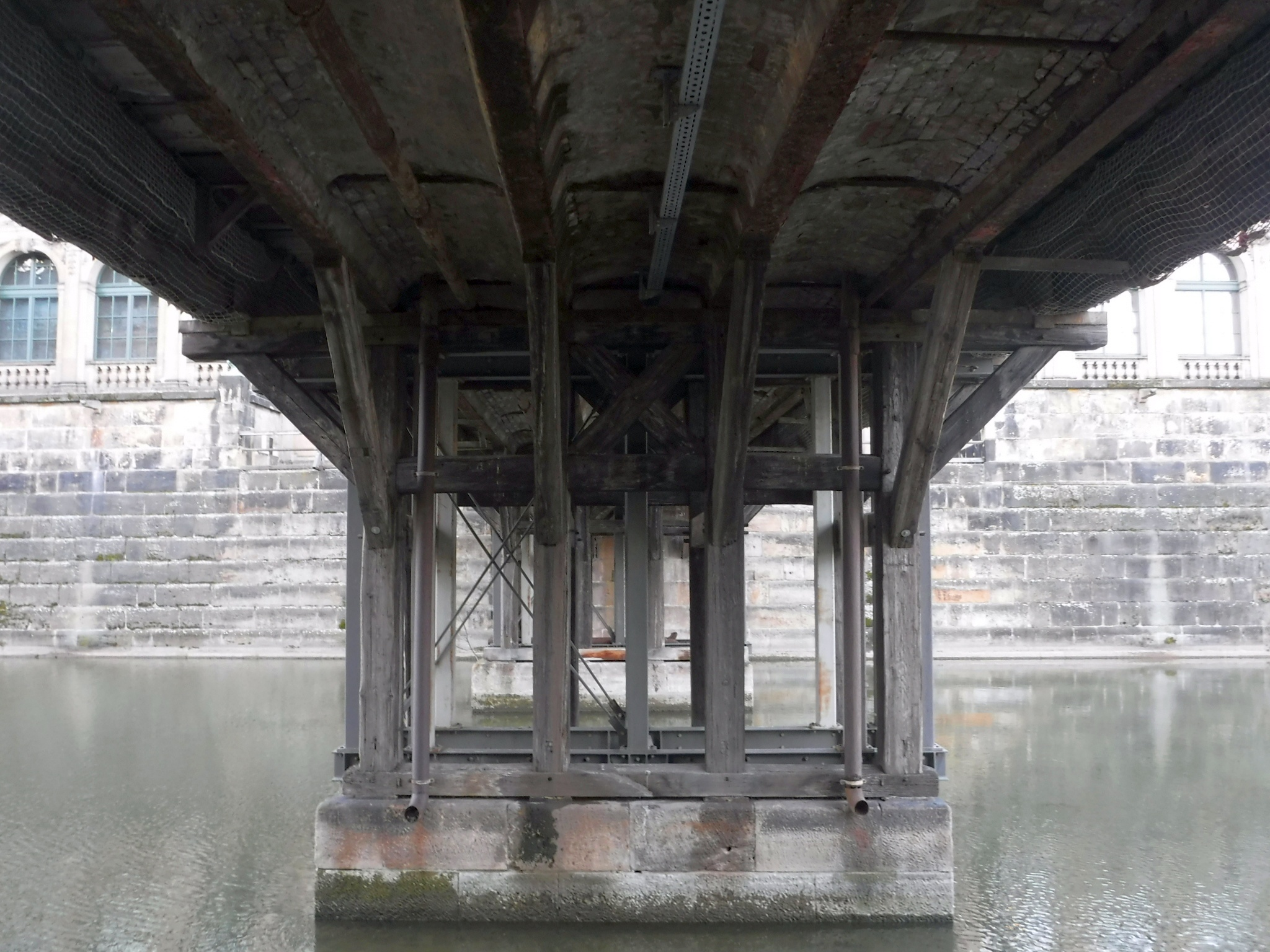
Unterseite der Brücke 2020